# Jade Tree Records
Jade Tree Records est un label discographique américain de rock indépendant, basé à Wilmington, dans le Delaware.

## Histoire
Darren Walters, Tim Owen se sont rencontrés pendant un concert punk en 1987. À l'époque, Walters était étudiant à l'université du Delaware, où il a déjà sorti des disques de manière indépendante sur son label, Hi-Impact Records. Pour poursuivre ses activités musicales, Darren s'est associé à Tim Owen, étudiant au Rochester Institute of Technology, et à son ami Carl Hedgepath. Axtion Packed et Hi-Impact publiaient du punk hardcore straight edge et produisaient des 45 tours.
Walters et Owen fondent ensemble Jade Tree Records en 1991 à Wilmington, Delaware en août 1991. Leur label signe d'abord des contrats avec des groupes le plus souvent post-hardcore et noise rock, puis intègre des groupes emo, punk rock, hardcore mélodique ou de musique expérimentale. Plusieurs groupes signés avec Jade Tree sortent des albums qui connaissent un succès relatif et des passages à la radio, comme Alkaline Trio, Pedro the Lion (en), Jets to Brazil ou Joan of Arc.
En 2009, on pensait que le label (qui n'avait plus fait d'édition nouvelle depuis 2007) allait fermer après avoir rompu des contrats. Cette pause peut être le résultat de l'annonce du label Touch and Go Records d'arrêter de fabriquer et de distribuer des disques pour beaucoup de petits labels, dont Jade Tree.
Jade Tree rend l'ensemble de sa discographie disponible en téléchargement numérique et en streaming sur Bandcamp en juin 2014. Cela marque une augmentation planifiée du nombre de nouvelles sorties. En février 2015, le label signe le groupe Dogs on Acid. En 2017, Epitaph acquiert l'ensemble du catalogue de Jade Tree et commence à rééditer le back catalogue en vinyle.

## Groupes et artistes
- Alkaline Trio
- Avail (en)
- The Blood Brothers
- Breather Resist (en)
- Cap'n Jazz
- Cex (en)
- Cloak/Dagger
- Cub Country (en)
- Damnation AD (en)
- Denali
- Despistado (en)
- Edsel (en)
- Eggs (en)
- Eidolon
- Ester Drang (en)
- Euphone
- The Explosion (en)
- Four Walls Falling (en)
- From Ashes Rise
- Fucked Up
- Girls Against Boys
- Gravel
- Jets to Brazil
- Joan of Arc
- Jones Very
- Juno (en)
- Kid Dynamite
- Leslie
- Lifetime
- Lords
- Leather
- The Loved Ones
- Micah P. Hinson (en)
- Mighty Flashlight (en)
- Milemarker (en)
- New End Original (en)
- New Mexican Disaster Squad
- The New Old Hopes
- Onelinedrawing (en)
- Owls (en)
- Paint It Black
- Panda and Angel
- Pedro the Lion (en)
- Pitchblende (en)
- The Promise Ring (en)
- Railhed
- Snowden (en)
- State of the Nation
- Statistics (en)
- Strike Anywhere
- Sweetbelly Freakdown
- Swiz
- Texas Is the Reason
- These Arms Are Snakes (en)
- Trial by Fire
- Turing Machine (en)
- Turning Point
- Universal Order of Armageddon (en)
- Walleye
- Young Widows (en)